# Vogrič
Vogrič je priimek več znanih Slovencev:
- Andrej Vogrič, športni delavec v zamejstvu
- Hrabroslav Vogrič (1873—1932), skladatelj, dirigent
- Ivan Vogrič (Giovanni Vogrig) (1818—1904), vodilni predstavnik katoliškega liberalizma v Furlaniji, zbiralec narodnjega blaga Beneških Slovencev
- Ivan Vogrič (*1963), publicist
- Janez Vogrič (1805—?), gospodarstvenik
- Jara Vogrič (*1984), slikarka, večmedijska umetnica
- Lojze Vogrič (1902—1987), pravnik, politik, izseljenec
- Marija Vogrič (1932—2016), pedagoginja, pisateljica, kulturna delavka, režiserka, političarka
- Marko Vogrič, alpinist, jamar
- Marko Vogrič (*1961), fotograf, dokumentarni naravoslovni režiser
- Marko Vogrič (*1976), nogometaš
- Martin Vogrič Dežman, fotograf
- Mitja Vogrič - Mičo (?—1992), slikar, gledališki delavec
- Peter Vogrič (1931—2023), strojnik konstrukter, inovator, ind. oblikovalec
- Rudi Vogrič (1923—2015), partizan, novinar, kronist NOB, publicist
- Viktorija Vogrič (1909—1990), pedagoginja in kulturna delavka
- Zdenko Vogrič (*1938), učitelj in kulturni delavec